# Trilophia
Trilophia là một chi bướm đêm thuộc họ Noctuidae.